# FC Tallinn
 Ikke at forveksle med FCI Tallinn.
FC Tallinn er en estisk fodboldklub beliggende i Tallinn. Klubben blev stiftet den 17. november 2017, og spiller i Esiliiga, den næstbedste fodboldrække i Estland for herrer.

## Historie
Klubben blev stiftet den 17. november 2017. Klubbens første turneringsdeltagelse var i Esiliiga B, den tredjebedste fodboldrække, som klubben vandt i 2022-sæsonen efter en sejr mod JK Tabasalu.

## Nuværende trup
Sidste opdateret: 2. juli 2024
| Nr. | Land    | Position | Spiller               |
| --- | ------- | -------- | --------------------- |
| 1   | Estland | MM       | Artjom Jakovlev       |
| 3   | Estland | FO       | Matvei Jekimov        |
| 7   | Estland | AN       | Eduard Golovljov      |
| 8   | Rusland | MI       | Vladimir Malinin      |
| 11  | Rusland | AN       | Nikita Shevchuk       |
| 12  | Estland | FO       | Maksim Tserezov       |
| 14  | Estland | MI       | Mihhail Jumankin      |
| 16  | Estland | MM       | Maksim Suhhomjatnikov |
| 17  | Estland | MI       | Artur Timoska         |
| 18  | Estland | AN       | Viktor Plotnikov      |
| 19  | Estland | MI       | Albert Taar (anfører) |
| 20  | Estland | MI       | Vladislav Ogorodnik   |

| Nr. | Land    | Position | Spiller                                        |
| --- | ------- | -------- | ---------------------------------------------- |
| 21  | Ukraine | FO       | Mykyta Tinyakov                                |
| 22  | Estland | FO       | Aleks Polkopa (lejet fra Maardu Linnameeskond) |
| 23  | Estland | AN       | Pavel Marasov                                  |
| 27  | Estland | FO       | Igor Ussatsov                                  |
| 30  | Estland | FO       | Vladislav Tsurilkin                            |
| 35  | Estland | AN       | Aleksandr Volkov                               |
| 37  | Estland | MI       | David Datov                                    |
| 39  | Estland | MI       | Vladimir Istsenko                              |
| 44  | Rusland | MI       | Kirill Nesterov                                |
| 47  | Estland | MI       | Alan Mones                                     |
| 74  | Estland | FO       | Fjodor Jekimov                                 |
| 90  | Estland | MI       | Vadim Aksjonov                                 |

### Udlejet
| Nr. | Land    | Position | Spiller                                                        |
| --- | ------- | -------- | -------------------------------------------------------------- |
| 89  | Estland | MI       | Maksim Kalimullin (udlejet til FC Flora til 31. december 2024) |